# Kvesarums slott
Kvesarums slott (även Qvesarums slott) är ett slott i Södra Rörums socken i Hörby kommun i Skåne.
Det tidigaste omnämnandet är från 1388, och namnet skrevs då Quixarum. Den nuvarande huvudbyggnaden uppfördes 1865 av greve Vladimir Moltke-Huitfeldt. Han påbörjade även stora nyodlingsarbeten och stora skogsplanteringar.

## Ägare
- 1388–1536: Domkapitlet i Lund
- 1536–1607: Danska kronan
- 1607–1637: Sigvardt Grubbe
- 1637–  kapten von Böhmen
- Häradshövding, friherre Anders Daniel Stierneloo-Lillienberg
- Major, riddare Johan Christoffer von Rohr
- Hovkansler, friherre Christoffer Bogislaus Zibet
- Kommerserådet Ebbe Ludvig Zibet
- Hovmarskalk, greve Erik Gustaf Ruuth (son till Eric Ruuth)
- Ryttmästare, friherre Melker Falkenberg (även till Trystorp)
- Kapten Peter Axel Dahl
- Vivika Charlotta Kristina Trolle gift Dahl
- 1865–1894: Dansk hofjägmästare, greve Vladimir Moltke-Huitfeldt
- 1894–1917: Ryttmästare, greve Adam Vladimir Moltke-Huitfeldt
- 1917–1923: Advokat Nils Egardt
- 1923–1930 Häradshövding Ernst Wethje
- 1930–1936 Billy Wingård
- 1936–1949 Konsul Thorleif Paus[2]
- 1949–1951 Generalmajor Ole Paus
- 1951– Frode och Dagmar Lundh
- –1962 Karl-Edvard Lundh
- 1962–1982 Leg läkare Claes och Ulla Fredlund
- 1982–1994 Gösta och Monica Möllerfors
- 1994– Christina Feith-Wachtmeister och Pieter Feith